# Oulad Boubker
Oulad Boubker (en àrab اولاد بوبكر, Ūlād Būbakr; en amazic ⵓⵍⴰⴷ ⴱⵓⴱⴽⴻⵔ) és una comuna rural de la província de Driouch, a la regió de L'Oriental, al Marroc. Segons el cens de 2014 tenia una població total de 8.054 persones.